# Flaskehalsen (Der var engang...)
Flaskehalsen er en tegnefilm i serien Der var engang... (eng. titel The Fairytaler), der blev udsendt i forbindelse med H.C. Andersens 200 års fødselsdag i 2005.
Danske Stemmer:
- H.C. Andersen Henrik Koefoed
- Flaske Søren Hauch-Fausbøll
- Jonathan Thomas Mørk
- Elsa Sofie Lassen-Kahlke
- Købmand Flemming Quist Møller
- Købmands kone Kirsten Lehfeldt
- Flaskeskib Dick Kaysø
- Vinhandler Lasse Lunderskov
- Ballonskipper Laus Høybye
- Elsa som gammel Malene Schwartz
- Peter Sebastian Jessen

Øvrige stemmer:
- Søren Byder
- Vibeke Dueholm
- Flemming Jensen
- Søren Madsen
- Trine Clasen
- Christian Damgaard
- John Hahn-Petersen
- Line Kruse
- Tammi Øst

Bagom:
- Instruktør: Jørgen Lerdam
- Original musik af: Gregory Magee
- Hovedforfatter: Gareth Williams
- Manuskriptredaktører: Linda O' Sullivan, Cecilie Olrik
- Oversættelse: Jakob Eriksen
- Lydstudie: Nordisk Film Audio
- Stemmeinstruktør: Steffen Addington
- Animation produceret af: A. Film A/S
- Animationsstudie: Wang Film Production

En co-produktion mellem
Egmont Imagination, A. Film & Magma Film
I samarbejde med:
Super RTL & DR TV